# Quintanilla de la Mata
Quintanilla de la Mata là một đô thị trong tỉnh Burgos, Castile và León, Tây Ban Nha. Theo điều tra dân số 2004 (INE), đô thị này có dân số là 157 người.